# Bering Sea Beast
Bering Sea Beast è un film del 2013 diretto da Don E. FauntLeRoy.
Film horror prodotto negli Stati Uniti e sceneggiato da Brook Durham.

## Trama
Una specie di manta vampira si nutre di sangue umano, usa gli uomini come incubatrici e semina il terrore attaccando furiosamente in mare.